# کفر قاسم
کفر قاسم (به لاتین: Kafr Qasim) یک شهر عربی_اسرائیلی است که در مرکز این کشور و در ۲۰ کیلومتری شرق تل آویو واقع شده‌است.
این شهر محل کشتار کفر قاسم است. ‏۶۴ سال پیش روز ۲۹ اکتبر ۱۹۵۶ ، ارتش اسراییل ۴۹ کارگر فلسطینی اهل کفر قاسم را به گلوله بست، به این بهانه که ساعت منع عبور و مرور را رعایت نکرده‌اند. کارگران کفر قاسم در مزرعه‌ها رادیو نداشتند و از تغییر ساعت منع عبور و مرور که نیم ساعت پیشتر از کشتار اعلام شده بود بی‌خبر بودند.
سربازان طبق فرمان‌ها مافوق خود تنها یک سؤال می پرسیدند که آیا اهل کفرقاسم هستند یا خیر؟ پاسخ مثبت به این سؤال برابر با تیرباران و مرگ بود. ۴۹ نفر به این شکل کشته شدند، بدون اینکه بدانند جرم شان چیست؟